# Rally México de 2017
El Rally México de 2017, oficialmente 14º Rally Guanajuato México, fue la tercera ronda de la temporada 2017 del Campeonato Mundial de Rally. Se celebró del 9 al 12 de marzo y contó con un itinerario de diecisiete tramos sobre tierra con un total de 295,88 km cronometrados. Fue también la tercera ronda de los campeonatos WRC 2 y WRC 3.
Meeke ganó el Rally Guanajuato México, superando a Sébastien Ogier por 13.8 s. Thierry Neuville terminó tercero con un Hyundai i20 Coupé WRC, 59.7 segundos por detrás.

## Incidencias de la carrera

### Primer día
El finlandés Juho Hänninen lidera el rally con su Toyota Yaris WRC después de las dos especiales. Superó a Kris Meeke (Citroën C3 WRC) y Ott Tänak (Ford Fiesta WRC), que quedaron empatados en el segundo lugar a 1.6 segundos.

### Segundo día
Mañana
Los tramos de la mañana fueron cancelados por un accidente que obstruyó la autopista por dónde se debía trasladar a los equipos de rally.
Tarde
Meeke ha liderado la tabla de tiempos con su Citroën C3 WRC por 20.9 segundos sobre Sèbastien Ogier (Ford Fiesta WRC) y 56.7 sobre Thierry Neuville (Hyundai i20Coupe WRC), en un día donde varios pilotos sufren recalentamiento en sus motores.

### Tercer día
Mañana
Stéphane Lefebvre fue la principal víctima de la mañana. El francés se salió de ruta con su C3 WRC y quedó atrapado allí, mientras que Lorenzo Bertelli volcó su Fiesta WRC en una horquilla.
Tarde
Kris Meeke incrementó su ventaja sobre Sébastien Ogier para disfrutar de una diferencia de 30.9 segundos antes de la última jornada del domingo. Neuville continúa tercero a 1m 10.8s

### Cuarto día
Meeke sufre una aparatosa salida de pista a menos de un kilómetro del final.

“Pillé un bache después del salto en una curva rápida”, dijo Meeke. “Soy una persona afortunada. Podría haber terminado el rally ahí y no lo necesitaba”.
WRC.com

## Lista de inscritos
| \| Pilotos principales \| Pilotos principales \| Pilotos principales \| Pilotos principales \| Pilotos principales \| Pilotos principales \| \| Num. \| Piloto \| Copiloto \| Coche \| Equipo \| Neumático \| \| ------------------- \| ------------------- \| ------------------- \| -------------------------- \| --------------------------- \| ------------------- \| \| 1 \| Sébastien Ogier \| Julien Ingrassia \| Ford Fiesta WRC \| M-Sport World Rally Team \| M \| \| 2 \| Ott Tänak \| Martin Järveoja \| Ford Fiesta WRC \| M-Sport World Rally Team \| M \| \| 3 \| Elfyn Evans \| Daniel Barritt \| Ford Fiesta WRC \| M-Sport World Rally Team \| DM \| \| 4 \| Hayden Paddon \| John Kennard \| Hyundai i20 Coupe WRC \| Hyundai Motorsport \| M \| \| 5 \| Thierry Neuville \| Nicolas Gilsoul \| Hyundai i20 Coupe WRC \| Hyundai Motorsport \| M \| \| 6 \| Dani Sordo \| Marc Martí \| Hyundai i20 Coupe WRC \| Hyundai Motorsport \| M \| \| 7 \| Kris Meeke \| Paul Nagle \| Citroën C3 WRC \| Citroën Total Abu Dhabi WRT \| M \| \| 8 \| Stéphane Lefebvre \| Gabin Moreau \| Citroën C3 WRC \| Citroën Total Abu Dhabi WRT \| M \| \| 10 \| Jari-Matti Latvala \| Miikka Anttila \| Toyota Yaris WRC \| Toyota GAZOO Racing WRC \| M \| \| 11 \| Juho Hänninen \| Kaj Lindström \| Toyota Yaris WRC \| Toyota GAZOO Racing WRC \| M \| \| 12 \| Valeriy Gorban \| Sergey Larens \| Mini John Cooper Works WRC \| Eurolamp WRT \| P \| \| 30 \| Pontus Tidemand \| Jonas Andersson \| Škoda Fabia R5 \| Škoda Motorsport \| M \| \| 31 \| Eric Camilli \| Benjamin Veillas \| Ford Fiesta R5 \| M-Sport World Rally Team \| M \| \| 32 \| Hubert Ptaszek \| Maciek Szczepaniak \| Škoda Fabia R5 \| Orlen Team \| M \| \| 33 \| Pedro Heller \| Pablo Olmos \| Ford Fiesta R5 \| Pedro Heller \| M \| \| 34 \| Benito Guerra Jr. \| Daniel Cué \| Škoda Fabia R5 \| Motorsport Italia SRL \| M \| \| 37 \| Lorenzo Bertelli \| Simone Scattolin \| Ford Fiesta WRC \| M-Sport World Rally Team \| M \| \| Fuente:[10] \| \| \| \| \| \| |                    |                    |                            |                             |           |
| Pilotos principales |                    |                    |                            |                             |           |
| Num. | Piloto             | Copiloto           | Coche                      | Equipo                      | Neumático |
| 1 | Sébastien Ogier    | Julien Ingrassia   | Ford Fiesta WRC            | M-Sport World Rally Team    | M         |
| 2 | Ott Tänak          | Martin Järveoja    | Ford Fiesta WRC            | M-Sport World Rally Team    | M         |
| 3 | Elfyn Evans        | Daniel Barritt     | Ford Fiesta WRC            | M-Sport World Rally Team    | DM        |
| 4 | Hayden Paddon      | John Kennard       | Hyundai i20 Coupe WRC      | Hyundai Motorsport          | M         |
| 5 | Thierry Neuville   | Nicolas Gilsoul    | Hyundai i20 Coupe WRC      | Hyundai Motorsport          | M         |
| 6 | Dani Sordo         | Marc Martí         | Hyundai i20 Coupe WRC      | Hyundai Motorsport          | M         |
| 7 | Kris Meeke         | Paul Nagle         | Citroën C3 WRC             | Citroën Total Abu Dhabi WRT | M         |
| 8 | Stéphane Lefebvre  | Gabin Moreau       | Citroën C3 WRC             | Citroën Total Abu Dhabi WRT | M         |
| 10 | Jari-Matti Latvala | Miikka Anttila     | Toyota Yaris WRC           | Toyota GAZOO Racing WRC     | M         |
| 11 | Juho Hänninen      | Kaj Lindström      | Toyota Yaris WRC           | Toyota GAZOO Racing WRC     | M         |
| 12 | Valeriy Gorban     | Sergey Larens      | Mini John Cooper Works WRC | Eurolamp WRT                | P         |
| 30 | Pontus Tidemand    | Jonas Andersson    | Škoda Fabia R5             | Škoda Motorsport            | M         |
| 31 | Eric Camilli       | Benjamin Veillas   | Ford Fiesta R5             | M-Sport World Rally Team    | M         |
| 32 | Hubert Ptaszek     | Maciek Szczepaniak | Škoda Fabia R5             | Orlen Team                  | M         |
| 33 | Pedro Heller       | Pablo Olmos        | Ford Fiesta R5             | Pedro Heller                | M         |
| 34 | Benito Guerra Jr.  | Daniel Cué         | Škoda Fabia R5             | Motorsport Italia SRL       | M         |
| 37 | Lorenzo Bertelli   | Simone Scattolin   | Ford Fiesta WRC            | M-Sport World Rally Team    | M         |
| Fuente: |                    |                    |                            |                             |           |

## Itinerario
| Día            | Tramo | Nombre                     | Distancia | Ganador de la etapa | Coche                 | Tiempo          | Líder de la general |
| -------------- | ----- | -------------------------- | --------- | ------------------- | --------------------- | --------------- | ------------------- |
| Día 1 (9 mar)  | SS0   | Street Stage CDMX 1        | 1.57 km   | Juho Hänninen       | Toyota Yaris WRC      | 1:51.1          | Juho Hänninen       |
| Día 1 (9 mar)  | SS1   | Street Stage CDMX 2        | 1.57 km   | Sébastien Ogier     | Ford Fiesta WRC       | 1:44.8          | Juho Hänninen       |
| Día 2 (10 mar) | SS2   | El Chocolate 1             | 54.90 km  | Tramo cancelado     | Tramo cancelado       | Tramo cancelado | Juho Hänninen       |
| Día 2 (10 mar) | SS3   | Las Minas 1                | 19.68 km  | Tramo cancelado     | Tramo cancelado       | Tramo cancelado | Juho Hänninen       |
| Día 2 (10 mar) | SS4   | El Chocolate 2             | 54.90 km  | Kris Meeke          | Citroën C3 WRC        | 39:15.6         | Kris Meeke          |
| Día 2 (10 mar) | SS5   | Las Minas 2                | 19.68 km  | Thierry Neuville    | Hyundai i20 Coupe WRC | 14:12.6         | Kris Meeke          |
| Día 2 (10 mar) | SS6   | Street Stage Guanajuato    | 1.06 km   | Thierry Neuville    | Hyundai i20 Coupe WRC | 57.3            | Kris Meeke          |
| Día 2 (10 mar) | SS7   | SSS Autódromo de León 1    | 2.30 km   | Kris Meeke          | Citroën C3 WRC        | 1:40.0          | Kris Meeke          |
| Día 2 (10 mar) | SS8   | SSS Autódromo de León 2    | 2.30 km   | Elfyn Evans         | Ford Fiesta WRC       | 1:38.0          | Kris Meeke          |
| Día 3 (11 mar) | SS9   | Media Luna 1               | 27.42 km  | Dani Sordo          | Hyundai i20 Coupe WRC | 17:01.4         | Kris Meeke          |
| Día 3 (11 mar) | SS10  | Lajas de Oro 1             | 38.31 km  | Dani Sordo          | Hyundai i20 Coupe WRC | 28:17.5         | Kris Meeke          |
| Día 3 (11 mar) | SS11  | El Brinco 1                | 10.09 km  | Thierry Neuville    | Hyundai i20 Coupe WRC | 5:27.1          | Kris Meeke          |
| Día 3 (11 mar) | SS12  | Media Luna 2               | 27.42 km  | Sébastien Ogier     | Ford Fiesta WRC       | 16:44.0         | Kris Meeke          |
| Día 3 (11 mar) | SS13  | Lajas de Oro 2             | 38.31 km  | Kris Meeke          | Citroën C3 WRC        | 28:10.6         | Kris Meeke          |
| Día 3 (11 mar) | SS14  | El Brinco 2                | 10.09 km  | Ott Tänak           | Ford Fiesta WRC       | 5:22.2          | Kris Meeke          |
| Día 3 (11 mar) | SS15  | SSS Autódromo de León 3    | 2.30 km   | Elfyn Evans         | Ford Fiesta WRC       | 1:37.5          | Kris Meeke          |
| Día 3 (11 mar) | SS16  | SSS Autódromo de León 4    | 2.30 km   | Elfyn Evans         | Ford Fiesta WRC       | 1:38.1          | Kris Meeke          |
| Día 3 (11 mar) | SS17  | Street Stage Feria de León | 1.33 km   | Sébastien Ogier     | Ford Fiesta WRC       | 1:16.9          | Kris Meeke          |
| Día 4 (12 mar) | SS18  | La Calera                  | 32.96 km  | Kris Meeke          | Citroën C3 WRC        | 21:53.7         | Kris Meeke          |
| Día 4 (12 mar) | SS19  | Derramadero (PS)           | 21.94 km  | Thierry Neuville    | Hyundai i20 Coupe WRC | 12:13.9         | Kris Meeke          |

### Power stage
El power stage al igual que en las anteriores carreras fue la última etapa del rally y tuvo un recorrido total de 21.94 km.
| Pos. | Piloto             | Copiloto         | Coche                 | Equipo                   | Tiempo  | Puntos |
| ---- | ------------------ | ---------------- | --------------------- | ------------------------ | ------- | ------ |
| 1    | Thierry Neuville   | Nicolas Gilsoul  | Hyundai i20 Coupe WRC | Hyundai Motorsport       | 12:13.9 | 5      |
| 2    | Sébastien Ogier    | Julien Ingrassia | Ford Fiesta WRC       | M-Sport World Rally Team | +0.3    | 4      |
| 3    | Ott Tänak          | Martin Järveoja  | Ford Fiesta WRC       | M-Sport World Rally Team | +3.8    | 3      |
| 4    | Jari-Matti Latvala | Miikka Anttila   | Toyota Yaris WRC      | Toyota GAZOO Racing WRT  | +8.0    | 2      |
| 5    | Dani Sordo         | Marc Martí       | Hyundai i20 Coupe WRC | Hyundai Motorsport       | +9.8    | 1      |

### Clasificación final
| World Rally Championship   | World Rally Championship | World Rally Championship | World Rally Championship | World Rally Championship    | World Rally Championship | World Rally Championship |
| Pos.                       | Piloto                   | Copiloto                 | Coche                    | Equipo                      | Neumático                | Tiempo                   |
| -------------------------- | ------------------------ | ------------------------ | ------------------------ | --------------------------- | ------------------------ | ------------------------ |
| 1                          | Kris Meeke               | Paul Nagle               | Citroën C3 WRC           | Citroën Total Abu Dhabi WRT | M                        | 3:22:04.6                |
| 2                          | Sébastien Ogier          | Julien Ingrassia         | Ford Fiesta WRC          | M-Sport World Rally Team    | M                        | +13.8                    |
| 3                          | Thierry Neuville         | Nicolas Gilsoul          | Hyundai i20 Coupe WRC    | Hyundai Motorsport          | M                        | +59.7                    |
| 4                          | Ott Tänak                | Martin Järveoja          | Ford Fiesta WRC          | M-Sport World Rally Team    | M                        | +2:18.3                  |
| 5                          | Hayden Paddon            | John Kennard             | Hyundai i20 Coupe WRC    | Hyundai Motorsport          | M                        | +3:32.9                  |
| 6                          | Jari-Matti Latvala       | Miikka Anttila           | Toyota Yaris WRC         | Toyota GAZOO Racing WRT     | M                        | +4:40.3                  |
| 7                          | Juho Hänninen            | Kaj Lindström            | Toyota Yaris WRC         | Toyota GAZOO Racing WRT     | M                        | +5:06.2                  |
| 8                          | Dani Sordo               | Marc Martí               | Hyundai i20 Coupe WRC    | Hyundai Motorsport          | M                        | +5:22.7                  |
| 9                          | Elfyn Evans              | Daniel Barritt           | Ford Fiesta WRC          | M-Sport World Rally Team    | DM                       | +8:41.8                  |
| 10                         | Pontus Tidemand          | Jonas Andersson          | Škoda Fabia R5           | Škoda Motorsport            | M                        | +10:51.9                 |
| World Rally Championship 2 |                          |                          |                          |                             |                          |                          |
| 1 (10.)                    | Pontus Tidemand          | Jonas Andersson          | Škoda Fabia R5           | Škoda Motorsport            | M                        | 3:32:56.5                |
| 2 (11.)                    | Eric Camilli             | Benjamin Veillas         | Ford Fiesta R5           | M-Sport World Rally Team    | M                        | +42.7                    |
| 3 (12.)                    | Benito Guerra Jr.        | Daniel Cué               | Škoda Fabia R5           | MotorSport Italia           | M                        | +7:46.1                  |
| 4 (18.)                    | Pedro Heller             | Pablo Olmos              | Ford Fiesta R5           | Pedro Heller                | M                        | +1:01:17.1               |